# Descondicionamento
A palavra descondicionamento é um termo de autores franceses como Jacques Lacan, Jacques Derridá e Jean Baudrillard.
O descondicionamento é um processo de rejeição e desaprendizagem deliberado dos preferência e crenças que um indivíduo esteve absorvendo da cultura à que pertence. Em particular, seu significado opõe-se ao de "condicionamento", no sentido em que se popularizara na psicologia através do experimento do cão de Pavlov, ou na literatura na novela Um mundo feliz de Aldous Huxley.
Ainda que seja um termo comum em correntes filosóficas como o pós-estructuralismo e o pós-modernismo e seja utilizado também para descrever doutrinas místico-filosóficas (xamanismo, hermétismo, budismo, discordianismo), o conceito ocupa um lugar central na corrente contracultural Magia do Caos, desenvolvida por volta de1980. Para situá-lo é preciso ter em conta a evolução da contracultura britânica e estadunidense a partir a ruptura cultural do meio hippie, ao redor de personagens como Timothy Leary, Genesis P. Orridge, Phil Hine, Grant Morrison ou Douglas Rushkoff, entre outros.
As pretensões do descondicionamento abarcam o social e o cultural: afirma-se que toda a pessoa tem sido educada num determinado contexto, numa realidade consensual que inevitavelmente limita a liberdade pessoal, de modo que os indivíduos carecem de verdadeira capacidade de escolha (exceto dentro do marco que sua própria cultura lhes proporcionou).